# Valle de Tobalina
Valle de Tobalina község Spanyolországban, Burgos tartományban. Valle de Tobalina Lantaron, Bozoó, Pancorbo, Partido de la Sierra en Tobalina, Frías, Cillaperlata, Trespaderne, Merindad de Cuesta Urria, Valle de Losa, Valdegovía/Gaubea, Jurisdicción de San Zadornil és Medina de Pomar községekkel határos. Lakosainak száma 863 fő (2024).

## Népesség
A település népessége az utóbbi években az alábbiak szerint változott:
| Lakosok száma | 1086 | 1069 | 1021 | 1023 | 1030 | 1006 | 997  | 954  | 901  | 863  |
|               | 2001 | 2004 | 2006 | 2009 | 2011 | 2014 | 2016 | 2019 | 2021 | 2024 |